# 品川徹
品川 徹（しながわ とおる、1935年12月14日 - ）は、日本の男性俳優、声優。北海道旭川市出身。ノックアウト所属。

## 来歴
幼少期は勉強が嫌いな子供で、学校から家に帰っても遊んでばかりだった。内気でシャイであったが、家の中では威張っていたことから内弁慶だった。
勉強が嫌いで高校に進学せず、家具屋に入り修業をしていた。1年間、カンナのかけ方や刃の研ぎ方やノコの使い方を教えてもらい、職業補導所で簡単なものを作らせてもらえた。その後、兄弟子が5人いる町の工場で2年半くらい働いていた。下駄箱を作ったり、北海道独特の木目模様を出す技法を使ったタンスを作ったりもしていたが、飽きて嫌になり辞めた。その後は「もう少し勉強しよう」と思い、定時制高校に進学して4年間通う。「人前に出ていくのが恥ずかしいという自分の性格を克服しよう」と思い、演劇部に所属。その時に演劇に取り付かれてしまい、「俺は役者になりたい！」と決意し北海道から上京。
舞台芸術学院で3年間学び、同時に俳優座の養成所も受けていた。小説が好きで、色々な作家の本を読んでいたが「作家が書くような綺麗で気の利いたものを書かないといけない」と思い込んでいたところがあり、作文が書けなかった。試験では、話し方やパントマイムなど色々なことをしていたが、作文だけが書けず白紙で出してしまい、結果は落選。
1962年に舞台芸術学院を卒業し、舞台芸術学院で演技基礎の手ほどきを受けていた演出家の程島武夫が旗揚げしていた劇団自由劇場に誘われて入団。
29、30歳の頃に色々な劇団を渡り歩いていた時、当時程島の助手をしていた太田省吾に出会う。
1967年、常田富士男、太田省吾ら演劇企画集団66に参加。
1968年、太田省吾らと劇団転形劇場の設立に参加。1988年に劇団転形劇場解散。
以降、舞台、映画、テレビ番組と幅広く活躍している。

## 人物
太田省吾作・演出の舞台に出演しており、太田とは16年間、転形劇場で一緒に多数の舞台をして、海外の多くの演劇祭にも参加。転形劇場の解散後も太田は年に1回くらい劇を作っていたこともあり、品川らもそれに出演していた。太田がいなかったら役者としての品川徹は存在していなかったと語る。
他に品川にとって刺激を受けた人物として、品川が出演していた『この空の花 長岡花火物語』、『野のなななのか』の監督を務めていた大林宣彦を挙げている。
俳優になっていなかったら「指揮者」と語る。子供の頃はテレビもなく、上京して演劇の学校に入学してもテレビは買えず、30歳を過ぎてからようやく買った。音楽は何も勉強したことがなく、音符も読めなかったが、テレビで指揮者を見て、「すっごいかっこいいな」と思った。クラシック音楽が好きで、LP盤のレコードは何枚も持っており、かつては4本足のついたステレオでよくクラシックを聴いていたという。

## 出演作品

### テレビドラマ

#### NHK
- 大河ドラマ
  - 元禄繚乱（1999年） - 矢頭長助 役
  - 功名が辻（2006年） - 松永久秀 役
  - 風林火山（2007年） - 北条氏綱 役
  - 八重の桜（2013年） - 眼医者
  - 花燃ゆ（2015年） - 大深虎之丞 役
  - おんな城主 直虎（2017年） - 北条幻庵 役
  - 鎌倉殿の13人（2022年） - 源頼政 役
- 藏（1995年） - 奥田医師 役
- 下流の宴（2011年） - 大学教授
- 坂の上の雲（2011年） - 大迫尚敏 役
- 港町相撲ボーイズ（2011年）
- キルトの家（2012年）
- 梅ちゃん先生（2012年） - 岡部技師 役
- 小暮写眞館（2013年） - 小暮泰治郎 役
- 大岡越前（2014年） - 要助 役
- ザ・ラスト・ショット（2014年） - 武藤陽一 役
- ダークスーツ（2014年） - 羽柴豊信 役
- だから荒野（2015年） - 山岡孝吉 役
- いとの森の家（2015年） - 永原院長 役
- 放送90年 大河ファンタジー「精霊の守り人II　悲しき破壊神」（2017年） - スーアン 役[5]
- 千住クレイジーボーイズ（2017年） - 岩丸龍二 役
- 荒神（2018年） - 明念和尚 役[6]
- 京都人の密かな愉しみ（2018年） - 萩坂巳代治 役
- 鳴門秘帖（2018年） - 戸ヶ崎夕雲 役
- NHKスペシャル 東京ミラクル 第1集「美食の街 受け継がれる"築地の魂"」（2019年1月13日）※ドラマパート
- ゴールド!（2020年） - 高宮栄治 役
- 56年目の失恋（2020年） - 黒田信義（80歳時） 役
- ノースライト（2020年） - 山下草男 役
- 『星新一の不思議な不思議な短編ドラマ』『生活維持省』（2022年4月12日、BS4K・BSプレミアム）[7]
- 正直不動産 第8話（2022年） - 酒井久寿男 役
- カナカナ 第5話（2022年） - 老人 役

#### 日本テレビ
- 銭ゲバ（2009年） - 袴田老人 役
- ザ・クイズショウ（2009年） - 小林保 役
- 華麗なるスパイ（2009年） - 宇野神父 役
- 黄金の豚-会計検査庁 特別調査課-（2010年） - 桜井昭造 役
- トクボウ 警察庁特殊防犯課（2014年） - 大藪公平 役
- 金田一少年の事件簿N(neo)（2014年） - 塚原伝造 役

#### TBS
- ベストパートナー（1997年）
- 貞操問答（2004年） - 前川洋匡（マムシ） 役
- 虹のかなた（2004年） - 柴田啓三 役
- ドラゴン桜 - 柳鉄之介 役
  - 第1シリーズ（2005年）
  - 第2シリーズ 第4話・第5話・第9話（2021年）[8]
- Tomorrow〜陽はまたのぼる〜（2008年） - 松永泰三 役
- MR.BRAIN（2009年） - 日向信一 役
- ぼくの妹（2009年） - 英宗源 役
- 赤かぶ検事 京都篇（2010年） - 矢部宗男 役
- 私は屈しない〜特捜検察と戦った女性官僚と家族の465日（2011年） - 青山忠雄 役
- 黒の女教師（2012年） - 小川
- 潜入探偵トカゲ（2013年） - 柴田徳次郎 役
- クロコーチ（2013年） - 赤羽甚五郎 役
- MOZU（2014年） - 寺門守 役
- レッドクロス〜女たちの赤紙〜（2015年） - 村長
- 下町ロケット（2018年） - 沖田勇
- 病室で念仏を唱えないでください（2020年） - 石川祐三 役
- 月曜ミステリー劇場
  - 「示談交渉人甚内たま子裏ファイル1」（2001年） - 森田誠治 役
- 月曜ゴールデン
  - 「探偵 左文字進13」（2009年） - 梶牧師 役
  - 「浅見光彦シリーズ28」（2009年） - 伊東三郎 役
  - 「財務捜査官 雨宮瑠璃子5」（2009年） - 大垣祐三 役
  - 「人間再生・工場長 岡田岩児」（2011年） - 折水蓬栄 役
  - 「警視・深町征爾」（2012年） - 桐山正一郎 役
  - 「浅見光彦シリーズ35」（2016年） - 月舘正行 役

#### フジテレビ
- 魔法少女ちゅうかなぱいぱい!（1989年） - 商店街会長
- ラブジェネレーション（1997年）
- 白い巨塔（2003年） - 大河内清作 役
- 子育ての天才（2007年） - 後藤利昭 役
- ヴォイス〜命なき者の声〜（2009年） - 「西灯寮」の管理人
- 白い春（2009年） - 田島利三 役
- 不毛地帯（2009年） - 叶頼山 役
- 金曜プレステージ
  - 「検事・霞夕子1」（2011年） - 宗田昭夫 役
  - 「警察医・秋月桂の検死ファイル」（2012年） - 川北亮二 役
- トリハダ〜夜ふかしのあなたにゾクッとする話を（2012年） - 横山幾三 役
- 松本清張没後20年特別企画・危険な斜面（2012年） - 秋場紀一郎 役
- 世にも奇妙な物語
  - 秋の特別編「ヘイトウイルス」（2012年）
- 独身貴族（2013年） - 星野彌 役
- 赤と黒のゲキジョー
  - 「浅見光彦シリーズ51」（2014年） - 船引一馬 役
- お義父さんと呼ばせて（2016年） - 花澤昭栄 役
- カインとアベル（2016年）
- 熱血シングル・ファザー〜新聞記者・新庄圭吾の事件ファイル〜3（2016年） - 田島利三 役
- ほんとにあった怖い話 「お墓はどこでしょうか」（2017年） - 長峰良夫 役
- 刑事ゆがみ（2017年） - 菰野源三郎 役
- 犬神家の一族（2018年） - 大山泰輔 役
- その女、ジルバ（2021年） - 蛇ノ目幸吉 役
- アバランチ（2021年） - 大道寺剛太郎 役

#### テレビ朝日
- 最高の食卓（1997年）
- 安楽椅子探偵（2003年） - 笛吹音右衛門 役
- 四つの嘘（2008年） - 原禮一郎 役
- 松本清張生誕100年スペシャル・夜光の階段（2009年） - 坂上検事正 役
- メイド刑事（2009年） - 執事・朝倉 役
- 相棒シリーズ - 田丸寿三郎 役
  - season9 第9話「予兆」（2010年12月22日）
  - season11 第1話「聖域」（2012年10月10日）
- ホンボシ〜心理特捜事件簿〜（2011年） - 細川重春 役
- 都市伝説の女（2012年） - 池添幹夫 役
- 氷の轍（2016年） - 滝川信夫 役
- やすらぎの郷（2017年） - 川添純一郎 役
- 科捜研の女（2018年） - 柳原大造 役
- 明日の君がもっと好き（2018年） - 里川清
- 土曜ワイド劇場
  - 「混浴露天風呂連続殺人23」（2003年）
  - 「西村京太郎トラベルミステリー55」（2010年） - 柳田社長 役
- 日曜ワイド
  - 「電卓刑事」（2017年） - 南川万雪 役
- 刑事7人（2019年） - 小野田金治 役
- 泣くな研修医（2021年） - 森山平蔵 役
- JKと六法全書 第6話 - 最終話（2024年5月24日 - 6月7日） - 扇谷正親 役[9]

#### テレビ東京
- 牙狼〈GARO〉（2005年） - 道寺老魔戒騎士 役
- 戦国疾風伝 二人の軍師 秀吉に天下を獲らせた男たち（2011年） - 小寺政職 役
- 最上の命医（2011年） - 平聖盛 役
- フラガールと犬のチョコ（2015年） - 下山育三 役
- 神様のカルテ（2021年） - 留川孫七（マゴさん） 役
- ソロ活女子のススメ2 第3話（2022年） - ドライブイン店主 役
- 水曜ミステリー9
  - 「浅草下町通交番 子連れ巡査の捜査日誌2」（2014年） - 砂田冬吉 役
  - 「残り火」（2014年） - 相浦純蔵 役
  - 「事故調」（2015年） - 俵屋耕造 役
  - 「駐在刑事5」（2017年） - 槙野喜一郎 役

#### WOWOW
- 宿命（2004年） - 瓜生直明 役
- MBO（2007年） - 長島康夫 役
- 幻夜（2011年） - 大田先生 役
- 分身（2012年） - 久能俊晴 役
- ネオ・ウルトラQ（2013年） - 井草六郎 役
- ふたがしら（2015年） - ご隠居 役
- しんがり 山一證券 最後の聖戦（2015年） - 横沢昭雄 役
- きんぴか（2016年） - 新見源太郎 役
- アキラとあきら（2017年） - 階堂雅伸 役
- 正体 第2話・第3話（2022年3月19日・26日） - 近野惣一郎 役
- 邪神の天秤　公安分析班（2022年） - 山種喜一 役
- TOKYO VICE 第6話（2022年） - タナカ 役

#### その他
- 少女には向かない職業（2006年） - 宮乃下三郎 役
- 鬼平犯科帳 SEASON1 本所・桜屋敷（2024年1月8日、時代劇専門チャンネル） - 服部角之助 役[10]

### 映画
- BU・SU（1987年）
- カンゾー先生（1998年）
- 天国までの百マイル（2000年） - 春名一郎 役
- 仄暗い水の底から（2002年） - 園長先生
- カナリア（2004年） - 岩瀬隆司 役
- 容疑者 室井慎次（2005年） - 検事総長
- 大停電の夜に（2005年） - 佐伯遼太郎の父 役
- 花と蛇2 パリ/静子（2005年） - 及川清輝 役
- 太陽（2006年） - 迫水久常 役
- 親指さがし（2006年） - 山田老人 役
- チェリーパイ（2006年） - 木下
- 気仙沼伝説（2006年）
- 雨の町（2006年） - 内田耕造 役
- ユメ十夜（2007年）
- 愛の流刑地（2007年）
- リアル鬼ごっこ（2008年） - 王様の側近
- クローンは故郷をめざす（2009年） - 勅使河原博士 役
- 非女子図鑑（2009年） - 亀井透 役
- 私は猫ストーカー（2009年） - 猫仙人 役
- MW-ムウ-（2009年） - 望月靖男 役
- 銀色の雨（2009年） - 岩井耕造 役
- 沈まぬ太陽（2009年） - 龍崎一清 役
- クヒオ大佐（2009年）
- 誘拐ラプソディー（2010年）
- スープ・オペラ（2010年） - バス発車係
- 相棒 -劇場版II- 警視庁占拠! 特命係の一番長い夜（2010年） - 田丸寿三郎 役
- この空の花 長岡花火物語（2012年） - 新開純夫 役
- からっぽ（2012年） - 向田芳郎 役
- 任侠ヘルパー（2012年） - 町山國雄 役
- チーム・バチスタFINAL ケルベロスの肖像（2014年） - 根本
- 野のなななのか（2014年） - 鈴木光男 役
- 渇き。（2014年）
- 龍三と七人の子分たち（2015年）
- ボクは坊さん。（2015年） - 白方瑞円 役
- セーラー服と機関銃-卒業-（2016年）
- 彼らが本気で編むときは、（2017年） - 斉藤 役
- 花筐/HANAGATAMI（2017年） - 唐津くんちのおじいさん 役
- 家に帰ると妻が必ず死んだふりをしています。（2018年） - クリーニング店主・横山 役
- 愛しのアイリーン（2018年） - 宍戸源造 役
- Diner ダイナー（2019年） - 教授
- 楽園（2019年）
- 海辺の映画館―キネマの玉手箱（2020年） - 宮本武蔵 役
- リング・ワンダリング（2022年） - 川内黄太 役
- さがす（2022年） - 馬渕 役[11]
- 鋼の錬金術師 完結編 最後の錬成（2022年） - クセルクセス王 役
- ハウ（2022年）
- 愛のこむらがえり（2023年） - 蒲田志郎 役[12]
- ドールハウス（2025年）[13]

### 舞台
- 調理場
- 豚のごとく生きろ
- 戸口の外で
- 櫻姫東文章
- 小町風伝
- 水の駅
- 地の駅
- 風の駅
- 砂の駅
- エレメント
- ガリレオの生涯
- 三人姉妹
- しあわせの日々
- 芝居
- ワーニャ伯父さん
- 欲望という名の電車
- ヤジルシ 〜誘われて〜
- ハムレット
- だれか、来る
- THE OTHER SIDE
- 求塚
- 身毒丸（2008年） - 父親
- エレンディラ
- 鳥瞰図
- 高き彼物
- 十二人の怒れる男

### Webドラマ
- SICK'S 恕乃抄 〜内閣情報調査室特務事項専従係事件簿〜（2018年） - 玉森敏子の夫 役

### テレビアニメ
- ザ☆ウルトラマン（1979年 - 1980年） - 首脳B、タンカー船長、漁師、所長、ウルトラ人、船頭、作業員、南極基地隊員、U40議員[要出典]、EGG3司令官、ヘラー軍兵士[要出典]
- ゼンダマン（1979年） - タラニモ、隊長
- 未来警察ウラシマン（1983年） - 老人
- 幽☆遊☆白書（1993年） - BBCのメンバー[要出典]
- 爆れつハンター（1995年） - ブレッド
- 少年サンタの大冒険!（1996年） - アーク
- 魔法のステージファンシーララ（1998年） - 篠原一郎
- Cosmic Baton Girl コメットさん☆（2001年） - 風岡幸治郎
- WOLF'S RAIN（2003年） - 老人
- 攻殻機動隊 STAND ALONE COMPLEX（2004年） - 今来栖尚
- ルパン三世 盗まれたルパン 〜コピーキャットは真夏の蝶〜（2004年） - ドルクルス[14]
- JINKI:EXTEND（2005年） - 医師
- 内閣権力犯罪強制取締官 財前丈太郎（2006年） - 五島田治昌
- Project BLUE 地球SOS（2007年） - スチムソン教授

### OVA
- 銀河英雄伝説（1994年 - 1995年） - 救急隊員、革命政府の代表団[要出典]

### ゲーム
- リリーのアトリエ 〜ザールブルグの錬金術士3〜（2001年） - ヴィント・シグザール[15]

### ドラマCD
- メイド刑事（2008年） - 朝倉

### 吹き替え

#### 映画（吹き替え）
- 愛の奴隷（将軍）
- アブレイズ（サム・デイヴィス署長〈マイケル・カヴァノー〉）
- アリー my Love
- アンドロメダ…（ピーター・ジャクスン〈ジョージ・ミッチェル〉）※DVD版
- エリザベス（ガーディナー司教〈テレンス・リグビー〉）
- 13デイズ（ジョン・マコーン〈ピーター・ホワイト〉）※ビデオ版
- 殺人核弾頭キングコブラ
- サドン・デス（アンドリュー・フェラーラ〈ポール・モクニック〉）※ソフト版
- シャーロックホームズ〜バスカヴィル家の犬
- 食神（夢精大師）
- ソウル・ガーディアンズ/退魔録
- タロス・ザ・マミー/呪いの封印（マーカス〈マイケル・ラーナー〉）
- デーヴ
- ディアボリーク 悪魔の刻印（浮浪者）
- ディレイルド 暴走超特急
- デッドフォール ※テレビ朝日版
- 永遠の愛に生きて
- ハウリングIII
- バンディッツ（マコーミック警部補〈ピーター・ウィアーター〉）※ソフト版
- ファイアーライト/情炎の愛（ウィリアム〈ハリー・ジョーンズ〉）
- フェイク ※旧ビデオ版
- フェリックスとローラ（灰色の服の男〈フィリップ・デュ・ジャネラン〉）
- フォーエヴァー・ヤング 時を超えた告白 ※ソフト版
- ラストダンス
- レタッチ 裸の微笑（ドン・マヌエル〈マイケル・ガフ〉）
- ワンワンカップ
- わんわんカップ

#### ドラマ（吹き替え）
- アメリカン・ヒーロー

#### アニメ（吹き替え）
- タンタンの冒険

### CM
- 森永製菓
- 朝日新聞
- 日本労働組合総連合会
- サンウェーブ
- 三菱鉛筆
- 大塚製薬
- UR賃貸住宅
- NTT西日本（フレッツ光）
- 日本通信販売協会
- 江崎グリコ（ポッキーチョコレート「デビル・ニノ登場篇」）

## 受賞歴
2014年度
- 第24回 日本映画プロフェッショナル大賞・特別賞（『野のなななのか』の演技と、長年の俳優活動に対して）

2015年度
- 第25回東京スポーツ映画大賞・助演男優賞（『龍三と七人の子分たち』）※近藤正臣、中尾彬、樋浦勉、伊藤幸純、吉澤健、小野寺昭、安田顕とともに受賞。[16]